# 延时播出
延时播出（延播）是指人們有意推遲一段時間播放原本要現場直播的广播和电视節目。这种做法可能是为了防止错误或不可接受的内容（例如髒話、淫秽）被播出。推遲的時間可以短至數秒，也可以推遲較長一段時間再播出。

## 另見
- 中华人民共和国电视审查